# Nayin

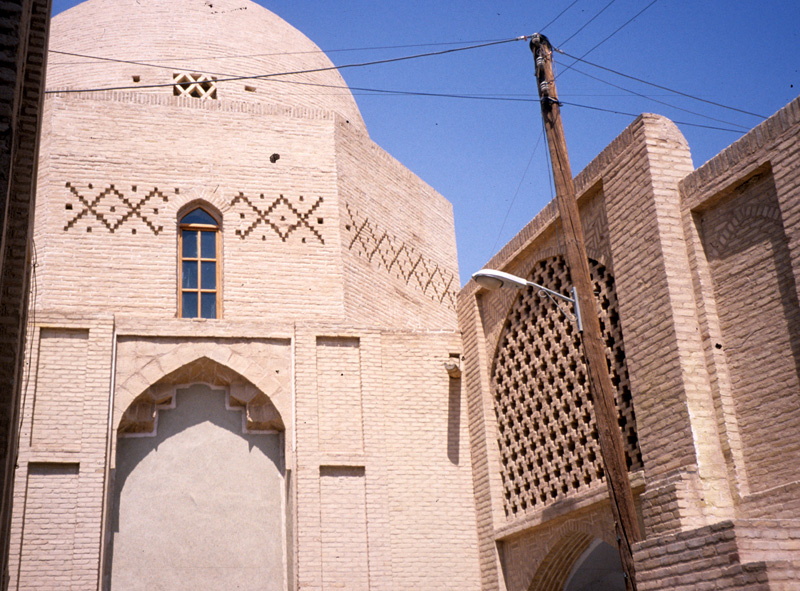
Hussainia

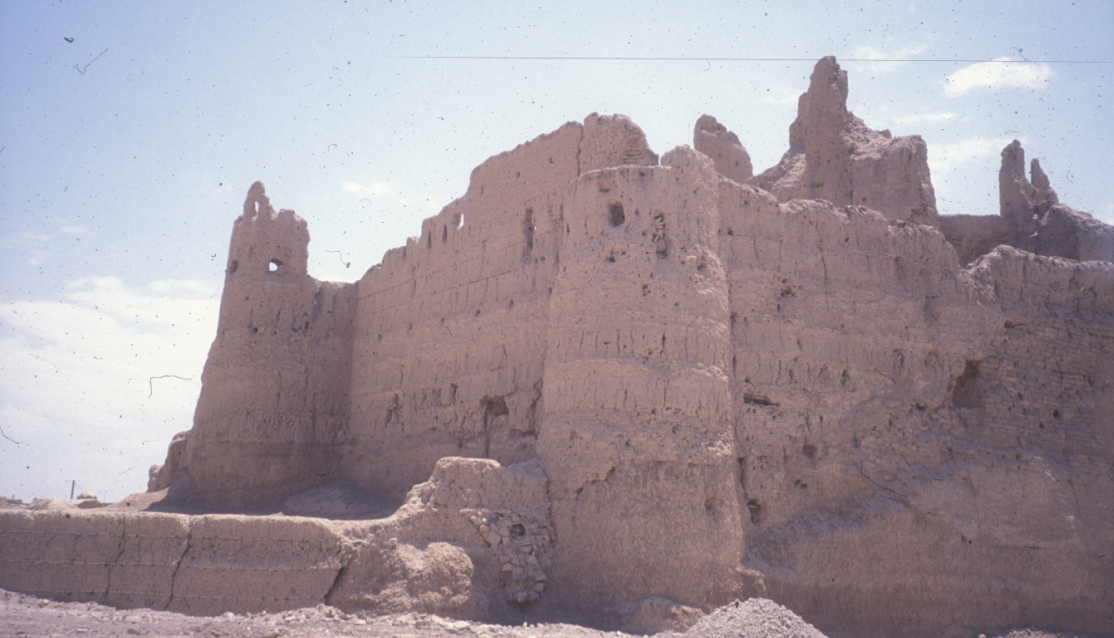
Fortalesa

Nayin o Nain (Na'in, persa: نایین← Neyin o Neeen) és una ciutat i municipi del centre de l'Iran a 1408 metres d'altura, a la vora del Gran Desert de Pèrsia, a la ruta entre Yedz i Esfahan i Qom. És capital del comtat del mateix nom a la província d'Esfahan. La seva població era de 26.660 habitants el 2006 (6.235 habitants el 1960), i el comtat tenia una població estimada lleugerament per sota dels 70.000 habitants.
Els cronistes musulmans són els primers que l'esmenten i la situen al Fars, a la regió natural dels sardsir, la més alta i fresca. Sembla que era antiga però de la seva història anterior no se'n diu res. Va dependre a vegades d'Esfahan i a vegades de Yedz. Hi havia una fortalesa de la que encara queden restes de construcció sassànida o àrab, anomenada Narin Ghaleh. Es diu que a les muntanyes de la vora hi havia alguna mina de plata. Modernament produeix tapissos. La seva gran mesquita és del segle x.